# أحمد أبو السعود
أحمد أبو السعود  لاعب جمباز أردني، عضو في المنتخب الأردني للجمباز.

## الإنجازات
حقق أبو السعود الميدالية الذهبية في منافسات حصان القفز ضمن دورة ألعاب التضامن الإسلامي الخامسة 2021 التي أقيمت في قونية في أغسطس\آب 2022 (حيث تأجلت بسبب جائجة كوفيد)، وقد حصل على المركز الأول في التصفيات التأهيلية بعد أن جمع 14.55 نقطة.
حصل أبو السعود على الميدالية الذهبية في البطولة الآسيوية التي استضافتها العاصمة القطرية الدوحة في يونيو\حزيران 2022.
حصل أبو السعود على الميدالية الفضية في حصان القفز في بطولة العالم للجمباز بنسختها الحادية والخمسين التي أقيمت في ليفربول في نوفمبر\تشرين الثاني 2022، وهي أول ميدالية في تاريخ العرب ببطولات العالم للجمباز.